# Славуцкий, Яков Львович
Яков Львович Славуцкий (29 февраля 1916, Кременчуг — 30 сентября 2003, Москва) — советский и российский биомеханик и физиолог, один из создателей первого в мире протеза верхних конечностей с биоэлектрическим управлением (Государственная премия СССР в области техники 1970 г). В 1939 г. окончил механико-математический факультет МГУ. Участник Великой Отечественной войны. C 1946 года и до конца своей жизни работал в ЦНИИПП. Доктор биологических наук. Автор монографии «Физиологические аспекты биоэлектрического управления протезами», ряда статей по биомеханике и физиологии, соавтор 11 изобретений.